# Chez la maréchale de la noblesse
Chez la maréchale de la noblesse est une nouvelle d’Anton Tchekhov, parue en 1885.

## Historique
Chez la maréchale de la noblesse est initialement publié dans la revue russe Les Éclats, no 6, du 9 février 1885, signée A.Tchékhonté. 

## Résumé
Chaque 1er février a lieu en l’honneur du défunt maréchal de la noblesse un office funéraire célébré dans sa demeure où sont invitées les personnalités locales. Pendant l’office et les chants, certains se souviennent du hardi personnage qu’il était, capable de boire une bouteille de champagne d’un trait et de casser les miroirs à coup de tête.
Puis vient le déjeuner, énorme. Il y a de tout, sauf de l’alcool, car c'est ce qui a tué le maréchal. Cela n’est pas sans poser problème aux invités : « Cela me fait comme si j’avais perdu quelque chose », dit le juge. Marfoutkine, le président de la commission provinciale, connaît les coutumes de la maison ; il a pris ses précautions. Il fait de fréquents aller-retours dans le vestibule pour aller chercher quelque chose dans sa pelisse. En outre, il emmène souvent avec lui le père Evméni pour lui montrer sa nouvelle pelisse.
Le soir, la maîtresse de maison écrit à une amie pour lui raconter comment s’est déroulé le déjeuner ; elle n’a rien vu, tout s’est bien passé.

## Éditions françaises
- Chez la maréchale de noblesse, traduit par Denis Roche, Paris, Plon, 1922
- Chez la maréchale de la noblesse, traduit par Édouard Parayre, in Œuvres I, Paris, Éditions Gallimard, coll. « Bibliothèque de la Pléiade » no 197, 1968  (ISBN 978-2-07-0105-49-6).